# Rimini Protokoll
Rimini Protokoll est un collectif d'auteurs et metteurs en scène créé par Helgard Haug, Stefan Kaegi et Daniel Wetzel en 2000 et basé à Berlin.
Les membres de ce collectif – en solo, duo ou trio – créent en collaboration avec des « experts de la vie quotidienne » des pièces de théâtre, des performances artistiques, des installations scéniques, des pièces radiophoniques. En élargissant et transformant les moyens théâtraux, ils immergent le spectateur dans la trame du scénario et lui transmettent ainsi des perspectives nouvelles et concrètes qui lui permettent de développer sa compréhension de la réalité.
Leurs pièces mettent en scène, directement ou indirectement (vidéo, voix), des acteurs non professionnels qui jouent leur propre personnage. À propos du spectacle « Cargo Mali-Lyon » présenté par le festival les Nuits de Fourvière, il est écrit : « En donnant la parole aux gens plutôt qu’aux acteurs, le collectif s’inscrit dans un théâtre documentaire. »

## Naissance du collectif
Le collectif a été fondé par Helgard Haug (née en 1969), Stefan Kaegi (né en 1972) et Daniel Wetzel (né en 1969) en 2000 après leurs études dans les années 1990 à l'Institut des Sciences Théâtrales Appliquées (en) de l'Université de Giessen en Allemagne. Il se présente sous le nom de « Rimini Protokoll » depuis 2002.
À la question posée à Wetzel en 2004 par le journal Neue Presse (de) concernant le nom du collectif, il répond « Un protocole est un mot qui a deux significations : une transcription d'une réunion et un ensemble de règles ». Le mot « Rimini » a été ajouté à cause de sa sonorité poétique ; on entend d'abord trois « i », puis trois « o ».
Haug explique dans une interview en 2003 que pendant leurs études ils n'avaient pas de troupe de comédiens à disposition et jouaient souvent eux-mêmes. Par un concours de circonstances, deux pompiers ont été appelés à être présents sur scène pendant une pièce, et leur présence leur a paru supérieure à leur propre prestation, ce qui a amené le collectif à explorer une nouvelle direction de recherche théâtrale.
Pendants leurs études, aucune création communautaire n'a vu le jour. La première pièce produite par le collectif est Kreuzworträtsel, Boxenstop, mettant scène quatre femmes d'une maison de retraite, juxtaposant leurs vies de personnes âgées à une course de Formule 1. Cette réalisation intègre déjà les bases de leurs œuvres futures : la création de pièces bâties sur les expériences du quotidien de personnes réelles.
Le président du Bundestag, Wolfgang Thierse, contribua fortement à la renommée de Rimini Protokoll en refusant l'utilisation de l'ancien Bundeshaus à Bonn pour mettre en scène la pièce Deutschland 2, qui se proposait de reproduire une session plénière du Bundestag avec des citoyens volontaires. Thierse justifia son refus en soutenant que la dignité de ce bâtiment ne serait pas respectée. Ceci produisit un vif débat sur la liberté de l'art, la relation entre l'art et la politique et les limites du théâtre et de la réalité. La pièce se produisit finalement au théâtre Halle Beul à Bonn.

## Développements
Rimini Protokoll réalise également des projets dans des lieux où le théâtre ne préfigure, tels que des lieux publics ou des lieux soumis à des règles para-théâtrales tels que des tribunaux pénaux (Zeugen! Ein Verhör, 2004) ou des marchés (Market of Markets, 2003) ou bureaux d'administration municipale (Cameriga, 2005).
Rimini Protokoll développe également des pièces radiophoniques, qui sont pour la plupart basées sur leurs pièces théâtrales en y faisant souvent des références et des commentaires satiriques à leur sujet. Comme pour leurs pièces, les voix des « vraies personnes » n'étant pas des conférenciers professionnels sont au premier plan. Ces pièces radiophoniques cultivent un dialogue direct et documenté bien que altérées et accélérées par le montage et la musique.
Call Cutta, l'une de leurs premières pièces, est basée sur le thême de la sous-traitance : Les spectateurs, munis de téléphone, sont guidés par des interlocuteurs d'un centre d'appel basé à Calcutta en Inde pour suivre un chemin à travers la ville de Berlin. Étonnante proposition permettant un rapprochement à distance grâce à la technologie.
Plus récemment, Rimini Protokoll a expérimenté une nouvelle forme de recherches en travaillant autour d’œuvres tels que la Trilogie théâtrale, Wallenstein de Schiller ou Le Capital, Volume 1 et 2 de Karl Marx ou bien encore des écrits tel que Mein Kampf. Les experts choisis pour jouer dans ces pièces approchent ces œuvres en basant la narration sur leurs expériences personnelles et le lien que chaque protagoniste entretient avec ces écrits.
Situation Rooms, Deadline ou encore Wallenstein ont été invités au rendez-vous du Theatertreffen de Berlin. Le collectif Rimini Protokoll a également obtenu un grand nombre de prix tels que le Lion d'Argent de la Biennale de Venise, le prix Faust du théâtre allemand, le prix dramatique de Mülheim ou encore le prix allemand de la radio.
En 2008, Rimini Protokoll a reçu le Xème Prix Europe Réalités Théâtrales, à Thessalonique.

## Style
À la base des pièces de Rimini Protokoll, il n’y a pas de texte pré-écrit, mais un intérêt pour un lieu, une situation ou un processus existant. Quand un thème est choisi, il est étudié en détails, en utilisant en particulier des interviews et des discussions avec des personnes en rapport avec le sujet. Le texte du spectacle est ainsi élaboré avec ces « experts du quotidiens » qui vont aussi interpréter leur propre rôle dans la représentation finale, occasionnellement seulement indirectement par le truchement de vidéo, voix ou musique. Bien que le spectacle traite d’un thème en particulier, le scénario nous dévoile souvent aussi des aspects plus personnels des protagonistes, ce qui les rend proche du spectateur et ainsi plus réels,.
Pour rendre le spectacle plus authentique et familier au public, d’autres espaces qu’une scène peuvent être utilisés : un camion pour Sofia-X, la ville pour Call Cutta, l’assemblée des actionnaires dans l’ICC de Berlin pour Hauptversamlung. Pour les présentations de Nachlass et de Situation Rooms, une organisation de pièces a été spécialement construite ; de plus, dans ce dernier spectacle, les spectateurs font partie intégrante de la mise en scène.

## Projets

### Théâtre
- 2000 :  Kreuzworträtsel Boxenstopp (Haug / Kaegi / Wetzel, Künstlerhaus Mousontum, Frankfurt am Main, Germany)
- 2001 :  Apparat Berlin (Haug / Wetzel, Prater der Volksbühne, Berlin, Germany)
- 2001 :  Torero Portero (Kaegi, Goethe-Institut Inter Nationes Córdoba, Argentina)
- 2002 :  Shooting Bourbaki. Ein Knabenschiessen (Haug / Kaegi / Wetzel, luzerntheater Luzern, Switzerland; coproducing theatres in Switzerland, Germany and Norway)
- 2002 :  Deutschland 2 (Haug / Ernst / Kaegi / Wetzel, Festival Theater der Welt, Bonn, Germany)
- 2002 :  Sonde Hannover (Haug / Ernst / Kaegi / Wetzel, Kröpcke-Hochhaus, Festival Theaterformen, Hannover, Germany)
- 2002 :  Matraca Catraca. Uma viagem REM (Kaegi, Goethe-Institut Inter Nationes, Fundação Cultural Estado da Bahia e Empresa Farol da Barra, Salvador)
- 2003 :  deadline (Haug / Kaegi / Wetzel, Deutsches Schauspielhaus Hamburg / Neu)
- 2003 :  The Midnight Special Agency (Haug / Kaegi / Wetzel, Kunsten Festival des Arts, Brussels, Belgium)
- 2003 :  Skrót. Krakau Files (Kaegi, Goethe-Institut Krakau (de))
- 2003 :  Markt der Märkte (Haug / Wetzel, Théâtre de Bonn (de), Germany)
- 2004 :  Zeugen! Ein Strafkammerspiel (Haug / Kaegi / Wetzel, Hebbel am Ufer Berlin, schauspielhannover, Hanover, Germany)
- 2004 :  Hot Spots (Haug / Wetzel, Thesseum A Theatre for the Arts, Athen / Goethe-Institut Athens, Greece)
- 2004 :  Sabenation. go home & follow the news (Haug / Kaegi / Wetzel, Kunsten Festival des Arts, Brüssel / Festival Theaterformen, Braunschweig, Germany)
- 2004 :  Brunswick Airport. Weil der Himmel uns braucht (Haug / Kaegi / Wetzel, Festival Theaterformen, Braunschweig, Germany)
- 2004 :  Schwarzenbergplatz (Haug / Kaegi / Wetzel, Kasino im Burgtheater, Vienna, Austria)
- 2005 :  Call Cutta. A mobile phone theatre (Haug / Kaegi / Wetzel, Star Theatre / Max Mueller Bhavan (Goethe-Institut) Kolkata, Hebbel am Ufer, Berlin)
- 2005 :  Mnemopark (Kaegi, Theater Basel, Suisse)
- 2005 :  Wallenstein (Haug / Wetzel, 13. Internationale Schillertage, Nationaltheater Mannheim, Deutsches Nationaltheater Weimar, Germany)
- 2005 :  Cameriga. A Metabureaucracy (Haug / Kaegi / Wetzel, Festival Homo Novus, Riga, Latvia)
- 2006 :  Blaiberg und sweetheart19 (Haug / Kaegi / Wetzel, Schauspielhaus Zürich, Hebbel am Ufer, Berlin)
- 2006 :  The Police Training Opera und The Memory Job (Wetzel, X-Wohnungen Caracas, Venezuela)
- 2006 :  Cargo Sofia-X (Kaegi, div. Orte in Europa, UA –  Theater Basel, Switzerland)
- 2006 :  Karl Marx –  Das Kapital, Band 1 (Haug / Wetzel, Théâtre de Düsseldorf u.a.)
- 2007 :  Chácara Paraíso. Police Art Show (Arias/Kaegi, São Paulo)
- 2007 :  Uraufführung: Der Besuch der alten Dame (Haug / Kaegi / Wetzel, Schauspielhaus Zürich)
- 2007 :  Peymannbeschimpfung (Haug / Wetzel, Staatstheater Stuttgart, Festival „Endstation Stammheim“)
- 2007 :  Breaking News (Haug / Wetzel, HAU Berlin, Théâtre de Düsseldorf, Schauspielhaus Frankfurt and others)
- 2008 :  100 percent Berlin (Haug / Kaegi / Wetzel, HAU Berlin)
- 2008 :  Call Cutta in a Box (Haug / Kaegi / Wetzel, Calcutta, Berlin, Zurich, Mannheim, Paris, Helsinki, Wrocław, Dublin and others)
- 2008 :  Airport Kids (Kaegi / Arias, Théâtre Vidy-Lausanne, Festival d'Avignon, Hebbel am Ufer (de), Theater Chur (de))
- 2008 :  Black Tie (Haug / Wetzel, HAU Berlin, Wiener Festwochen, Gessnerallee Zürich)
- 2009 :  Hauptversammlung (Haug / Kaegi / Wetzel, ICC / Hebbel am Ufer Berlin)
- 2009 :  Radio Muezzin (Kaegi, Hebbel am Ufer Berlin)
- 2009 :  Der Zauberlehrling (Haug / Wetzel, Théâtre de Düsseldorf, Hebbel am Ufer)
- 2009 :  Heuschrecken (Kaegi, Schauspielhaus Zürich)
- 2009 :  Vung Bien Gioi (Haug / Wetzel, Staatsschauspiel Dresden)
- 2009 :  Sicherheitskonferenz (Kaegi, Münchner Kammerspiele)
- 2010 :  Best Before (Haug / Kaegi, PuSh International Performing Arts Festival Vancouver, Brighton Festival, Hebbel am Ufer, Luminato – Toronto, La Bâtie-Festival de Genève u.a.)
- 2010 :  100 Percent Vienna. (Haug / Kaegi / Wetzel, Wiener Festwochen)
- 2010 :  Prometheus in Athens (Haug / Wetzel, Athens & Epidaurus Festival 2010, Herodes Atticus, 15.7.2010)
- 2010 :  Ciudades Parallelas – Parallel Cities (Arias / Kaegi, Berlin, Hebbel am Ufer, WP 17.9.2010)
- 2010 :  Mr Dağacar and the Golden Tectonic of Trash (Haug / Wetzel, garajistanbul, WP 15.10.2010)
- 2011 :  Outdoors (Haug / Kaegi / Wetzel, National Theatre of Wales, Aberystwyth, WP 25.2.2011)
- 2011 :  Bodenprobe Kasachstan (Kaegi, Hebbel am Ufer, Berlin, UA 27.4.2011)
- 2011 :  50 Aktenkilometer  / (50 kilometers of files) (Haug / Kaegi / Wetzel, Hebbel am Ufer, DeutschlandRadio Kultur, UA 17.5.2011)
- 2011 :  100 Percent Karlsruhe (Haug / Kaegi / Wetzel, Badisches Staatstheater Karlsruhe, Bundesverfassungsgericht /supreme court)
- 2011 :  100 Percent Cologne (Haug / Kaegi / Wetzel, Schauspiel Cologne, WP 10.11.2011)
- 2011 :  Herrmann's Battle (Haug / Wetzel, Kleist-Jahr 2011, Hebbel am Ufer, Berlin, Staatsschauspiel Dresden, Comédie de Reims) WP –  20.10.2011 Frankfurt/Oder
- 2012 :  Lagos Business Angels (Haug / Kaegi / Wetzel, HAU Berlin, Kunstenfestival des Arts Brussels, Goethe Institute) WP –  27.03.2012 Berlin
- 2012 :  100 Percent Melbourne (Haug / Kaegi / Wetzel, City of Melbourne) WP 04.05.2012 Melbourne City Hall
- 2012 : 100 Percent Braunschweig (Wetzel, Staatstheater Braunschweig, Großes Haus, Festival Theaterformen, WP 31.05.2012)
- 2012 : 100 Percent London (Haug / Kaegi, The Hackney Empire, LIFT Festival, WP 29.06.2012)
- 2012 :  A public Enemy in Oslo (Haug / Wetzel, National Theaater Oslo, Ibsen Festival, WP 23.08.2012)
- 2012 : 100% Zürich (Haug / Kaegi / Wetzel, Theater Gessnerallee 18. -21., 24.-27. Oktober 2012)
- 2013 : 10 Aktenkilometer (Haug / Kaegi / Wetzel, Staatsschauspiel Dresden, Sächsischer Landesbeauftragte für Stasi-Unterlagen)
- 2013 :  Remote City (Kaegi)
- 2013 : Qualitätskontrolle (Haug / Wetzel, Staatstheater Stuttgart / Spielstätte NORD Juni 2013)
- 2013 : Situation Rooms (Haug / Kaegi / Wetzel, Ruhrtriennale August 2013)
- 2014 :  World Climate Change Conference (Haug / Kaegi / Wetzel, Deutsches SchauspielHaus Hamburg, November 2014)
- 2015 : Homevisit Europe (Haug / Kaegi / Wetzel, House on Fire, UA Mai 2015)
- 2015 :  Remote Karlsruhe (Kaegi, Staatstheater Karlsruhe, UA Juni 2015)
- 2015 :  Evros Walk Water (Wetzel, TAK Liechtenstein, Schloßmediale Werdenberg, UA Mai 2015)
- 2015 :  100% Penang (Haug / Kaegi / Wetzel, Georgetown Festival 01.08. - 02.08.2015)
- 2015 : Adolf Hitler: Mein Kampf, Band 1 & 2 (Haug / Wetzel, Kunstfest Weimar / Deutsches Nationaltheater Weimar, UA September 2015)
- 2015 :  100% Yogyakarta (Haug / Kaegi / Wetzel, Concert Hall, Taman Budaya 31.10. - 01.11.2015)
- 2016 : 100% São Paulo (Haug / Kaegi / Wetzel, Teatro Municipal / MITsp 06. – 07.03.2016)
- 2016 : Truck Tracks Ruhr (Haug / Begrich / Kaegi / Karrenbauer, Oberhausen, Urbane Künste Ruhr 21.04. – 10.05.2016)
- 2016 : 100% Salford (Haug / Kaegi / Wetzel, Salford, The Lowry 07. – 08.05.2016)
- 2016 : 100% Brisbane (Haug / Kaegi / Wetzel, Brisbane, Museum of Brisbane 15.07.2016 – 15.12.2017)
- 2016 : Nachlass – Pièces sans personnes (Kaegi / Huber, Lausanne, Théâtre Vidy 14. – 24.09.2016)
- 2016 : brain projects (Haug / Wetzel, Hamburg, Deutsches SchauspielHaus 18. – 22.09.2016)
- 2016 : Top Secret International (Staat 1) (Haug / Kaegi / Wetzel, München, Münchner Kammerspiele / Glyptothek München 10. – 18.12.2016)
- 2017 : App Recuerdos (Haug / Kaegi / Wetzel / Begrich, Santiago de Chile, Festival Santiago a Mil 07. – 22.01.2017)
- 2017 : Hausbesuch USA (Haug / Kaegi / Wetzel, Santa Barbara, Museum of Contemporary Art Santa Barbara 20.01.2017)
- 2017 : City as Stage (Haug / Kaegi / Wetzel, Santa Barbara, Museum of Contemporary Art Santa Barbara 22.01. – 30.04.2017)
- 2017 : Evros Walk Water 1&2 (Wetzel, Athen, Onassis Cultural Centre 03. – 08.05.2017)
- 2017 : Gesellschaftsmodell Großbaustelle (Staat 2) (Kaegi, Düsseldorf, Théâtre de Düsseldorf 12. – 13.05.2017)
- 2017 : 100% Montréal (Haug / Kaegi / Wetzel, Montréal, FTA 25. – 28.05.2017)
- 2017 : Cargo Moscow (Kaegi / Karrenbauer, Moscow, Impressario Feodor Elutine 05.07. – 22.09.2017)
- 2017 : 100% Marseille (Haug / Kaegi / Wetzel, Marseille, Festival Marseille 30.06. – 02.07.2017)
- 2017 : Träumende Kollektive. Tastende Schafe (Staat 3) (Wetzel, Dresden, Schauspielhaus Dresden 23.09. – 27.10.2017)
- 2017 : Home Visit: Brasil em casa (Haug / Kaegi / Wetzel, Rio de Janeiro, TEMPO Festival 16. – 22.10.2017)
- 2018 : Weltzustand Davos (Staat 4)(Haug / Kaegi, Zürich, Schauspielhaus Zürich 12. – 25.01.2018)
- 2018 : Cargo Congo-Lausanne (Kaegi, Lausanne, Théatre Vidy-Lausanne 01.02. – 23.03.2018)
- 2018 : 100% Stellenbosch (Haug / Kaegi / Wetzel, Stellenbosch, Woordfees / HB Thom Theatre 23. – 25.02.2018)
- 2018 : Staat 1-4 (Haug / Kaegi / Wetzel, Berlin, Haus der Kulturen der Welt (HKW) 01. – 25.03.2018)
- 2018 : Home Visit Australia (Haug / Kaegi / Wetzel, Gold Coast, Bleach Festival 29.03. – 07.04.2018)
- 2018 : DO's & DON'Ts (Begrich / Haug / Karrenbauer, Berlin, HAU Hebbel am Ufer 03. – 30.05.2018)
- 2018 : 100% Voronezh (Haug / Kaegi / Wetzel, Voronezh, The Voronezh State Theatre of Opera and Ballet 06. – 08.06.2018)
- 2018 : 100% Klagenfurt (Haug / Kaegi / Wetzel, Klagenfurt, Stadttheater Klagenfurt 09. – 10.06.2018)
- 2018 : Unheimliches Tal / Uncanny Valley (Kaegi, Munich, Münchner Kammerspiele 04.10. – 15.11.2018)
- 2019 : 100% Lissabon (Haug / Kaegi / Wetzel, Lisbon, Culturgest Lisbon 19. – 20.01.2019)
- 2019 : Chinchilla Arschloch, waswas (Haug, Künstlerhaus Mousonturm, Schauspiel Frankfurt. UA 11.4.2019)
- 2019 : Utopolis (Haug / Kaegi / Wetzel, Manchester International Festival 11. - 13.7.2019)

### Pièces radiophoniques
- 2000 : O-Ton Ü-Tek (Haug / Wetzel, Produktion: DeutschlandRadio Berlin)
- 2001 : Sitzgymnastik Boxenstopp (Haug / Kaegi / Wetzel, Autorenproduktion)
- 2001 : Apparat Herz (Haug / Wetzel, Produktion: DeutschlandRadio Berlin)
- 2002 : Glühkäferkomplott (Kaegi, Produktion: DRS/DLF/intermedium 2)
- 2002 : Undo (Haug / Wetzel, Autorenproduktion in Kooperation mit SFB-ORB)
- 2002 : Deutschland 2 (Buch: Rimini Protokoll / Realisation: Haug / Wetzel, Produktion: WDR3)
- 2003 : Wundersame Welt der Übertragung I-III (Buch u. Realisation: Haug / Wetzel, Produktion: SWR2)
- 2004 : Zeugen! Ein Verhör (Haug / Kaegi / Wetzel, Produktion: DeutschlandRadio Berlin)
- 2004 : Alles muss raus! (Haug / Wetzel, Produktion: WDR3)
- 2006 : Miles & More. Rücktrittsdramaturgien in der Politik (Helgard Haug / Heike Haug / Daniel Wetzel, Produktion: WDR/DeutschlandRadio)
- 2007 : Peymannbeschimpfung (Haug / Wetzel, Produktion: DeutschlandRadio Kultur)
- 2007 : Karl Marx: Das Kapital, Erster Band (Haug / Wetzel, Produktion: Deutschlandfunk / WDR)
- 2009 : Waldeinsamskype (Haug / Wetzel, Produktion: Deutschlandfunk)
- 2009 : Welcome to you! (Haug / Wetzel, Produktion: WDR3)
- 2011 : Payday - little America in der hessischen Provinz (Helgard Haug / Heike Haug, Produktion: WDR / SWR)
- 2011 : 50 Aktenkilometer (Haug / Kaegi / Wetzel, Produktion: Deutschlandradio Kultur)
- 2014 : Qualitätskontrolle oder Warum ich die Räusper-Taste nicht drücken werde (Haug / Wetzel, Produktion: WDR)
- 2014 : Situation Rooms (Haug / Kaegi / Wetzel, Produktion: WDR)
- 2016 : Munition Gedicht (Haug / Guschas, Produktion: SWR/NDR/WDR)
- 2016 : Adolf Hitler: Mein Kampf, Band 1&2 (Haug / Wetzel, Produktion: WDR)[20]
- 2017 : Documenta parallax. Beobachtungen aus Athen (Wetzel, Produktion: Deutschlandfunk)[21]
- 2017 : So nah-ost! – Ein akustisches Himmelfahrtskommando(Haug / Guschas, Produktion: NDR / SWR2)[22]
- 2018 : Chinchilla Arschloch, waswas (Helgard Haug / Thilo Guschas, Produktion: WDR3)[23]

### Films
- 2008 : Wahl Kampf Wallenstein (Haug / Wetzel, Deutschland 2008, Länge 57’12’’, Bildformat 16:9; Produktion: Gebrüder Beetz Filmproduktion im Auftrag von 3sat; Englische Version: „Election Campain Wallenstein“)
- Wallenstein. Eine dokumentarische Inszenierung von Helgard Haug und Daniel Wetzel (Rimini Protokoll), Mitschnitt in Originallänge, Deutschland 2007, 132 Min. (Ursendung: ZDF/Theaterkanal Oktober 2007).

### Installations
- 2008 : Der Bundestagstrainer. (Haug / Wetzel, im Rahmen von „Fressen oder Fliegen“, Hebbel am Ufer, HAU ZWEI)
- 2010 : Drei Fliegen mit einer Klappe. Eine Ausstellung (Haug / Kaegi / Wetzel,  Heidelberger Kunstverein], ouverture en septembre 2010)
- 2015 : Chapters of a Book] (Haug / Kaegi / Wetzel, PRAXES Center for Contemporary Art, Berlin, ouverture le 31 janvier 2015)[24]
- 2017 : City As Stage (Haug / Kaegi / Wetzel), Museum of Contemporary Art, Santa Barbara, Jan-April 2017[25]
- 2017 : win > < win (Haug / Kaegi / Wetzel, Barcelona, CCCB 24.10.2017 – 29.04.2018)

## Prix
- 2002 : Prix du Festival Impulse (en) pour Shooting Bourbaki
- 2005 : Prix du Jury du Festival Politik im Freien Theater pour Mnemopark
- 2005 : Mention Spéciale du Prix Nestroy pour Schwarzenbergplatz
- 2007 : Prix Dramatique de Mülheim et Prix du Public du Stücke Mülheimer Theartage Festival pour Karl Marx: Das Kapital, Volume 1
- 2007 : Der Faust Theaterpreis (de) (prix spécial)
- 2008 : Pièce radiophonique du mois d'octobre (de) : Peymannbeschimpfung
- 2008 : kulturnews-Award (de) Meilleur Pièce (3e place) pour Breaking News
- 2008 : Prix Europe pour le théâtre - Prix Europe Réalités Théâtrales[26]
- 2008 : War Blinded Prize (de) pour Karl Marx: Das Kapital, Volume 1) ; Nomination pour Peymannbeschimpfung
- 2011 : Lion d'Argent de La 41e Biennale de Théâtre de Venise à Rimini Protokoll
- 2012 : Erste Saarbrücker Poetik-Dozentur für Dramatik
- 2013 : Children's Choice Award du Ruhrtriennale dans les catégories suivantes : « Best of the best » ; « Most intense show that was so intense that I didn't want to miss a second » pour Situation Rooms
- 2013 : Prix d'Excellence du Japan Media Arts Festival pour Situation Rooms
- 2014 : Pièce radiophonique du mois de Mars (de) pour Quality Control (Haug/ Wetzel, Production : WDR)
- 2014 : Prix du Public du Prix Dramatique de Mülheim pour Quality Control (Haug / Westel)
- 2014 : Prix de la radio allemande décernée par l'ARD pour Quality Control (Haug / Wetzel, Production : WDR)
- 2015 : ARD German Audiobook Award pour Quality Control (Haug / Wetzel, Production : WDR)
- 2015 : Grand prix suisse du théâtre / Anneau Hans Reinhart 2015 à Stefan Kaegi pour son travail collectif innovant avec Rimini Protokoll[27]
- ARD German Radio Play (de) pour Chinchilla Arschloch, waswas (Helgard Haug / Thilo Guschas, Production: WDR3)